# Desvío Km 122
Kilómetro 122 era un desvío/apartadero del Ferrocarril Central del Chubut en el departamento Gaiman, que unía la costa norte de la Provincia del Chubut con la localidad de Las Plumas en el interior de dicha provincia. Se ubicaba a casi 10 kilómetros al oeste de la estación de Dolavon y fue construido en la década de 1920 para la extensión de la línea hacia el valle 16 de Octubre, que finalizó en la estación Alto de Las Plumas en 1925. Ya para entonces, el ferrocarril estaba bajo control estatal.

## Toponimia
El desvío tomó su nombre del punto kilométrico donde se encontraba, el cual es el kilómetro 122.1 de la vía férrea desde Puerto Madryn. El mismo fue redondeado a 122 para facilitar su uso en el lenguaje ferroviario.

## Funcionamiento
Un análisis de itinerarios de horarios de este ferrocarril a lo largo del tiempo demostró que este no era un punto de importancia para el ferrocarril. Llamativamente, no figuró en  casi ninguno de los informes e itinerarios de horarios dedicados al ferrocarril. De este modo, los itinerarios e informes del ferrocarril hechos  en 1915, 1928, 1930, 1936, 1938, 1942, 1946, 1948 y 1955  omitieron este desvío totalmente.
El apeadero aparece en el itinerario de 1934. El mismo era visitado los miércoles por la formación mixta que hacía el viaje Madryn - Las Plumas a las 13:41, mientras que en el viaje de regreso de los jueves el tren pasaba a las 12:50. El desvío estaba separado de Boca de la Zanja 4 minutos y de Kilómetro 114 en 16 minutos. A pesar de su poca aparición en los registros, era parada obligatoria de los servicios ferroviarios.
El itinerario de Ferrocarriles del Estado del 15 de diciembre de 1940 es otro de los documentos que registra al desvío. El viaje principal partía los miércoles desde Madryn a Las Plumas a las 7:45 horas, paso por Km 122 13:41 y arribo a las 19:30 horas a Las Plumas; mientras que el regreso se emprendía desde Las Plumas los jueves las 7:00, con visita por Km 122 11:50 y llegada a Madryn a las 17:30. Además, el desvío era parada obligatoria de los trenes y contaba con algún tipo de edificación para pasajeros a la derecha de la vía; siendo de los pocos desvíos - apeaderos con este tipo de infraestructura. Por último, el documento informa que se precisaba 36 minutos para unir la distancia con Dolavon (no se aludió a Km 114) y 4 minutos para hacer el recorrido hacia Boca de la Zanja.

## Características
Al funcionar como parada permitía el acceso de los viajeros a los trenes, aunque no se vendían pasajes y su edificación no cumplía las funciones de estación propiamente dicha. Existen tres fuentes que revelan datos de este punto: El itinerario de 1934 comunica que el desvío se encontraba a aproximadamente 41 metros sobre el nivel del mar. Mientras que para desarrollar sus tareas contaba con un desvío de 150 metros de longitud.
Contradictoriamente, el itinerario de 1940 lo describe con alguna clase de edificación para pasajeros a la izquierda de la vía. No obstante, no revela ningún tipo de vía auxiliar; siendo el único punto totalmente desprovisto de toda infraestructura ferroviaria adicional en todo el listado de descripción del ferrocarril.
Singularmente, fue de los pocos puntos del ferrocarril que no figuró con datos en la recopilación de datos del itinerario de 1945 e informes de la época de clausura. Sin embargo, se lo nombró y situó pasando un puente de piedra; dato que lo ubica en una zona vergel de riego y agua potable.
Por último, su falta de mención casi total en todos los itinerarios y documentos sugiere que pronto fue desarticulado una vez finalizada la línea, fue incluido en la vecina Boca de la Zanja o quizás cayó en desuso de forma rápida.